# Гаврион
Га́врион (греч. Γαύριο, до 2001 года — Γαύριον) — приморская деревня в Греции. Расположена на высоте 26 м над уровнем моря, на северо-западном побережье острова Андрос в архипелаге Киклады, на берегу бухты Гаврион Эгейского моря, в 8 км к северо-западу от деревни Бацион и в 32 км от административного центра острова, города Андрос. Административно относится к общине Андрос в периферийной единице Андрос в периферии Южные Эгейские острова. Население 810 человек по переписи 2011 года.
Гаврион связан с городом Андрос единственной дорогой на острове.

## История
Древний Гаврий (др.-греч. Γαύριον, лат. Gaurium) служил гаванью для древнего города Андрос, руины которого находятся близ деревни Палеополис к юго-востоку от Гавриона. В превосходную гавань Гаврий мог поместиться целый флот.

## Сообщество Гаврион
Сообщество Гаврион (Κοινότητα Γαυρίου) создано в 1912 году (ΦΕΚ 261Α). В сообщество входит пять населённых пунктов и шесть островов (острова Гаврионисия). Население 957 человек по переписи 2011 года. Площадь 22,389 квадратных километров.
| Населённый пункт  | Население (2011), человек |
| ----------------- | ------------------------- |
| Айос-Петрос       | 5                         |
| Акаматис (остров) | 0                         |
| Гайдарос (остров) | 0                         |
| Гаврион           | 810                       |
| Йидес             | 31                        |
| Като-Айос-Петрос  | 80                        |
| Кипри             | 31                        |
| Мегало (остров)   | 0                         |
| Плати (остров)    | 0                         |
| Прасо (остров)    | 0                         |
| Турлитис (остров) | 0                         |

## Население
| Год  | Население, человек |
| ---- | ------------------ |
| 1991 | 570                |
| 2001 | 798                |
| 2011 | ↗ 810              |